# Литейный проспект
Лите́йный проспе́кт — одна из важнейших магистралей в Центральном районе Санкт-Петербурга. Проходит от Воскресенской набережной и набережной Кутузова до Невского проспекта. На север продолжается Литейным мостом, на юг — Владимирским проспектом.
Название Литейный — одно из старейших в городе. Оно было официально учреждено в 1738 году. Связано со строительством (с 1711 года) на левом берегу Невы литейно-пушечного двора. Рядом с литейным двором находились Литейная и Пушкарская слободы. Для сообщения с южной частью города была прорублена широкая просека до Большой перспективы (Невского проспекта). На месте просеки позже образовалась улица, получившая название Литейной от литейного двора (переименована в Литейный проспект не ранее 1837 года).
Литейная просека (будущий проспект) обозначена на одном из первых планов города 1715—1716 годов. После 1714 года земли в этом районе были розданы и застроены царедворцами, при этом Литейная, как самая высокая часть города на тот момент, не пострадала при наводнении 1724 года. Застройка была преимущественно деревянной до 1848 года, когда оформился окончательный запрет на деревянное зодчество в городе.
С 1847 года по проспекту проходили омнибусы, с 1875 года — конка; проспект получил трамвайное движение одной из первых улиц в городе.
В 1918 году, после убийства Володарского, Литейный проспект был переименован в проспект имени Володарского. Историческое название было восстановлено 13 января 1944 года за две недели до снятия блокады города.
С мая по сентябрь 1940 года проспект был капитально реконструирован со сменой подземных коммуникаций, обновлением проезжей части и трамвайных путей. Ещё одно обновление покрытия и трамвайных путей прошло в конце 1970-х годов.

## Достопримечательности

### По чётной стороне
- № 2 (Шпалерная улица, 22) — казарма гвардейской конной артиллерии, 1851—1853 гг., арх-ры А. П. Гемилиан, арх. Р. Р. фон Генрихсен (И. Н. Роут).  781710785120005
- № 4 — «Большой дом», 1932, архитекторы А. И. Гегелло, А. А. Оль, Н. А. Троцкий. Сейчас здание Управления ФСБ России по Санкт-Петербургу и Ленинградской области. Ранее на этом месте было здание Окружного суда, сгоревшее в Февральскую революцию.  781410194170006
- № 6 — на этом месте находился собор преподобного Сергия Радонежского, закрытый в 1932 году; через 2 года он был частично разобран, частично перестроен для нужд ОГПУ (арх. И. Ф. Безпалов), ныне здание принадлежит ведомству внутренних дел; рядом — сквер.
- № 10 — Здание неоднократно перестраивалось: 1858 год — арх. В. П. Львов и Н. Л. Бенуа — для графа И. А. Апраксина; 1868 год — для графини М. И. Чернышевой-Кругликовой, старшей дочери графа; 1908 год — для П. В. Родзянко были перестроены интерьеры для размещения здесь Русского шахматного общества: были сооружены зал для собраний, эстрада, гостиная и столовая на втором этаже, читальный зал, библиотека и шахматная на третьем этаже. В 1914 году здесь проходил международный шахматный турнир с участием Х. Р. Капабланки и Эм. Ласкера. После переезда шахматного клуба на Невский, 55, второй и третий этажи арендовал Императорский Всероссийский аэроклуб. В 1910-е годы здесь размещались Всероссийский национальный союз, Всероссийский национальный клуб и Галицко-Русское благотворительное общество. Здесь жил ректор Политехнического института А. А. Байков.  781710971350005
- № 12 / 2, Фурштатская улица / 9, Шпалерная улица — доходный дом В. И. Черепенникова (1901—1902, арх. П. И. Гилёв).
- № 14 / 1 Фурштатская — особняк княгини Варвары Долгоруковой (Олимпия клуб).
- № 18 — Штаб Корпуса военных поселений (1822); фасад проектировал В. П. Стасов, здание в целом — арх. Краснопевков. В 1860-х годах здание передали Главному казначейству Министерства финансов и Конторе управляющего казначейством.  7831847000
- № 20 / 2, Кирочная — здание Офицерского собрания (Дом офицеров). 1895—1898. Авторы-строители В. К. Гаугер, А. Д. Донченко[7]. Первоначальный проект А. И. фон Гогена и В. М. Иванова. Здесь находилось Общество ревнителей военных знаний.  781510294910006
- № 22 — Особняк графа Е. А. Орлова-Денисова (арх. И. Д. Черник, 1853); перестроено в 1884 году наследниками графа. Последними владельцами с начала XX века были купцы братья Черепенниковы; в первом этаже размещались магазины, второй сдавался частным конторам. В 1930-е годы здание надстроено третьим этажом, 1966—1968 годах — до пяти.
- № 24 / 27 улица Пестеля — Дом Мурузи 1874—1876 (арх. А. К. Серебряков при участии П. И. Шестова, ряд интерьеров — Н. В. Султанов)[8]. В 1955—1972 годах в кв. № 28 жил И. А. Бродский. В этой квартире в 2020 году открыт музей Иосифа Бродского «Полторы Комнаты»[9]. В декабре 2019 года без согласования с КГИОП в частной квартире верхнего этажа началась перепланировка со сносом перекрытий и дымоходов, в результате которой нарушается исторический, входящий в предмет охраны объекта культурного наследия, облик мансарды. При этом параллельно шёл ремонт фасада под наблюдением КГИОП[10].  781610563270005
- № 26 — пятиэтажный дом Гвардейской артиллерийской бригады. Снесён в 2006 году[11]; при этом, из-за грубых нарушений строительных норм было повреждено соседнее здание — Дом Мурузи. В конце 2012 года здесь планировалось открыть торгово-офисный комплекс «Преображенский» с воссозданным фасадом со стороны Литейного проспекта[12]. Однако, открытие объекта, получившего название: деловой центр «Преображенский двор», состоялось в октябре 2013 года[13].
- № 28 — дом Ф. Ф. Гернгросса (М. Д. Нирод), основан в 1770-е — 1780-е гг., неоднократно перестраивался, в последний раз в 1903 году по проекту гражданского инженера С. С. Козлова. В доме жил писатель Даниил Гранин[14]  7831849000
- № 32 — доходный дом каретного мастера Г. К. Юргенса, построен в 1847—1848 гг. по проекту арх. А. Х. Пеля, перестроен арх-м Э. Г. Юргенсом в 1857—1858). В одной из квартир с августа 1861 г. проживал литературный критик и публицист Н. А. Добролюбов.  781610570110005
- № 36 — Дом П. В. Неклюдова / А. С. Норова (также известен как дом А. А. Краевского). Здесь находится мемориальная музей-квартира Н. А. Некрасова, жившего в кв. № 4 в 1857—1877 годах. Здесь же располагались редакции журналов «Современник» и «Отечественные записки». Горожане используют название «Пять Николаев», по числу пяти мемориальных досок на фасаде, установленных в честь знаменитых жильцов: Некрасов (1857—1877), Чернышевский, Добролюбов (1858—1859), Пирогов (1850-е), Фигнер)[15].
- № 40 — Дом Вагница, 1841 г., арх. К. Ф. Леман.  7831853000
- № 42 (улица Некрасова, 3—5) — Литейный дом княгини Юсуповой, 1852—1858, архитекторы Г. А. Боссе, Л. Л. Бонштедт.  781610570010006
- № 44 — особняк архитектора А. Х. Пеля, построен в 1852—1853 годах по собственному проекту.  7831855000 Ныне в здании расположен Санкт-Петербургский юридический институт (филиал) Университета прокуратуры Российской Федерации.
- № 46 — собственный доходный дом архитектора А. Х. Пеля (1859). До этого здесь в 1801—1805 годах был Юнкерский институт. В 1828 году по инициативе М. Сперанского здесь была открыта юридическая школа для «закона применителей» (судей); ранее, под его руководством и графа Д. Блудова было составлено «Полное собрание законов Российской Империи» и «Свод законов Российской Империи». В 1905 году дом с садом и постройками был продан статскому советнику Фёдору фон Крузе. Новый владелец начал перестройку здания в расчёте на предстоящую его продажу Павлу Гукасову. Военным инженером Ильёй Муромцевым были перестроены флигели, сохранявшиеся ещё с XVIII века в правой задней части двора; левый дальний флигель превратился в особняк (№ 46а).  781620565270005
- № 46а — особняк Ф. Краузе в 1908 году был приобретён Павлом Гукасовым на имя своей жены Евгении Самуиловны. Особняк был знаменит своими зеркалами и имел несколько названий: «Сен-Жермен», «Пале-Руайаль», «Бельведер». С 1990 года в здании — школа «Тутти» — средняя общеобразовательная школа с углубленным изучением предметов музыкального цикла.
- № 48 — Дом Ф. Ф. Гернгросса (М. Д. Нирод), 1770-е, перестроен в 1811-1813-м по проекту Василия Стасова[16].
- № 54 / 2, Жуковского — доходный дом, построен в 1877 году архитектором Ф. И. Винтергальтером.
- № 56 — Мариинская больница (1803—1805), архитектор Д. Кваренги.  781720972180006
- № 60 — перестраивался по проекту архитектора Д. Д. Соколова в 1869 году. В этом доме с 1876 года и до самой своей смерти (28 апреля (10 мая) 1889) жил М. Е. Салтыков-Щедрин. Здесь были написаны «Современная идиллия», «Пёстрые письма», «Мелочи жизни», «Пошехонская старина», большинство сказок. В гостях у писателя бывали И. С. Тургенев, Ф. М. Достоевский, А. Н. Островский. В 1890—1901 годах в этом доме находился книжный склад и квартира А. М. Калмыковой. В годы революции 1905 года во дворовом флигеле находились редакции легальных большевистских журналов «Наша мысль», «Библиотека наших читателей» и газет «Волна», «Вперёд», «Эхо».  781610563730006
- № 62 — особняк Н. Д. Гурьева — Э. Д. Нарышкина (арх. Г. А. Боссе). Здесь в последние годы своей жизни жил тайный советник К. П. Победоносцев. В советское время в здании находился музей Октябрьской железной дороги.  781610563790005

### По нечётной стороне
- № 1 / 2, Шпалерная; / 20, набережная Кутузова: правая часть — офицерские казармы лейб-гвардии Конной артиллерии и 1-й Артиллерийской бригады (1851—1853). А. П. Гемилиан, И. Н. Роут.
- № 3 (Шпалерная улица / улица Чайковского) — комплекс зданий «Нового Арсенала» (Главного артиллерийского управления и Гильзового отделения Санкт-Петербургского патронного завода), кон. XVIII — сер. XX вв., арх-ры Ф. И. Демерцов, Р.Р. фон Генрихсен, А. Ф. Фогт. С середины XVIII века принадлежал Пушечному двору, бывшем при дворе Литейном; В 1830—1840-х годах в комплексе зданий находилась Арсенальная гауптвахта, где в разное время содержались Лермонтов и Салтыков-Щедрин. С 2000-х годов здесь расположена Михайловская военная артиллерийская академия.  7831845000
- № 5 / 19, Чайковского — доходный дом построен в 1882 году по проекту Х. Х. Тацки. Включал в себя здание XVIII века. Старая часть полностью снесена в 2007 году, от угловой части оставлены две стены.
- № 7 — доходный дом по проекту П. В. Резвого (1899).
- № 9 — в 1845 году здесь был особняк М. И. Борисовской, в 1913 году — доходный дом по проекту И. Я. Яковлева.
- № 11 — Доходный дом купцов Черепенниковых по проекту Э. Я. Шмидта (1873).
- № 15—17 — рядом находится китайский Сад дружбы. В доме № 15 в 1904—1905 годы жил Осип Мандельштам, а также Ольга Гильдебрандт-Арбенина, вдохновившая поэтов серебряного века О. Мандельштама, Н. Гумилёва, Ю. Юркуна, Н. Кузмина, посвятившими ей лирические стихи, позднее ставшая художницей, чьи работы имеются в собрании РМ.
- № 17-19 — особняк П. А. Урусова (Мусиных-Пушкиных), арх. Л. Ф. Вендрамини, ныне Центральная библиотека им. М. Ю. Лермонтова. С 1 июня 1856 года владельцами стали Мусины-Пушкины (последний владелец — В. А. Мусин-Пушкин); в 1937 году здесь была открыта районная массовая библиотека Дзержинского района, которой в 1964 году присвоено имя поэта[17][18].  7831848000
- № 21 / ул. Пестеля, 14 — дом Косиковского. До 1917 года доходный дом принадлежал, сначала А. М. Тупикову, затем его сыну — надворному советнику Сергею Андреевичу Тупикову. Затем здесь размещались кооперативные издательства «Былое» и «Колос» (до 1926). В 1927—1938 годы в кв. № 11 жил поэт Самуил Яковлевич Маршак (по другим данным, в кв. 30)[19]. Кроме того, в доме жил архитектор И. П. Маас.  7830827000
- № 23 / 25, Пестеля — в 1830-е годы владельцем был П. А. Клейнмихель; с 1872 года — доходный дом Оболенских-Нелединских-Мелецких; в начале XX века его владелец — граф Сергей Александрович Голенищев-Кутузов (1885—1950)[20].
- № 27 — 	Дом Общества для заклада движимых имуществ
- № 29 — дом М. С. Мальцева (Общества для заклада движимых имуществ), 1 четв. XIX в., в 1872 г. перестроено арх. П. Ю. Сюзором, в 1911 г. на его месте было возведено новое здание по проекту гражд. инж. С. А. Моравицкого и военн. инж. И. Л. Балбашевского.  7831850000
- № 31 — доходный дом Императорского человеколюбивого общества был построен по проекту Ф. С. Харламова в 1877—1880 гг.  7831851000
- № 33 — особняк 1895 года, арх-р гражд. инж. П. И. Балинский. В 1922—1937 годах здесь жил К. А. Федин, здесь он готовил к печати свой первый сборник повестей и рассказов «Пустырь», работал над романом «Братья».  781610565250005
- № 37—39 — дом И. В. Пашкова (дом департамента уделов). В 1841—1844 годах особняк И. В. Пашкова был построен по проекту Г. А. Боссе, перестроен в 1900-е гг.  781620565090006
- № 41 — доходный дом И. А. Алферова, 1888—1889 гг., гражд. инж. В. Г. Тургенев.  7831852000
- № 43 — в доме (арх. Х. Х. Тацки, 1860) некоторое время размещался нотный магазин издательства «Тритон».
- № 45 — дом Оржевских. Построен в конце XVIII в. Перестраивался в 1840-х гг. П. С. Пыльневым, Е. И. Ферри-де-Пиньи, в 1850—1851 гг. А. Х. Пелем, К. А. Скаржинским, в 1872 г. И. А. Мерцем. FEVRAL — Литейный, 45. Дом Оржевских
- № 47 / 13, Белинского — доходный дом Ш. З. Иоффа. Перестраивался в 1911—1914 годах по проекту А. Л. Лишневского; с 1922 года здесь находился магазин «Экскурсант», принадлежавший трём петроградским букинистам: Николаю Базыкину, Ивану Косцову и Николаю Образцову. Ныне здесь — Городское управление инвентаризации и оценки недвижимости.
- № 49 — особняк А. М. Щербатовой, построенный архитектором П. С. Садовниковым, был перестроен в доходный дом в 1877 году; в нём некоторое время (1901—1904) жил О. Э. Мандельштам.
- № 51 — доходный дом (1874, арх. А. К. Серебряков), расположенный на территории бывшей усадьбы Шереметевых[21]. В доме с 1909 года располагается Театр на Литейном. В начале XX века здесь также находился магазин Н. В. Соловьева, который посещался профессурой, великими князьями и собирателями раритетов.  7831854000

- дом 53 — Здание Шереметьевского пассажа, вход в Фонтанный дом. Вход в садик и квартиру-музей Анны Ахматовой. В доме в разные годы проживали А. Ахматова, Л. Гумилёв, Н. Пунин и другие известные люди. Здесь бывали многие поэты и прозаики XX века. Арка, ведущая к музею, используется как стихийное пространство для граффити со стихотворениями[22].
- № 55 — здание училища ордена св. Екатерины, кон. XVIII в., 1840-е гг. (перестройка), арх. А. К. Кавос.  7831857000
- № 57 — торговое здание «Новый Пассаж», построено в 1912—1913 годах по проекту Н. В. Васильева и А. Ф. Бубыря.  781610570050005
- № 59 — в 1885—1917 годах размещался букинистический магазин Василия Клочкова, потомственного книготорговца, одного из основателей Кружка любителей русских изящных изданий, внучатого племянника Александра Смирдина.
- № 61 — доходный дом И. И. Антонова, построен по проекту архитектора М. А. Макарова (1871—1872). В этом доме, в квартире Е. А. Яфимович, бывшей фрейлины при дворе великой княгини Елены Павловны, в 1910-х годах жила её крестница Лиза Пиленко — впоследствии поэт, философ, художник Е. Ю. Кузьмина-Караваева, известная как мать Мария. Здесь же в магазине букиниста Максима Павловича Мельникова, с 1898 года продавались библиографические редкости и рукописи (в 1891—1898 годах букинистический магазин Максима Мельникова располагался в соседнем доме № 63[23])[24].  7831858000 Один из самых известных магазинов старой книги в городе[25].

## Транспорт
Автобусные маршруты:
- № 15 — на участке от Невского проспекта до улицы Некрасова;
- № 21 — на участке от Кирочной улицы до Литейного моста;
- № 49 — на участке от улицы Пестеля до Литейного моста (только в одну сторону);
- № 290 — на участке от Невского проспекта до улицы Чайковского.

Троллейбусные маршруты:
- № 3, 8 — через весь проспект;
- № 12, 15 — на участке от Невского проспекта до Кирочной улицы (в обратном направлении — от улицы Чайковского).

Трамвайные пути проложены на всем протяжении проспекта, однако они не используются для регулярного пассажирского движения с 2007 года. 29 марта 2017 года активисты предложили вернуть трамвай на Литейный проспект, но в правительстве Санкт-Петербурга назвали эту идею нецелесообразной. Участок от Литейного моста до ул. Белинского входит в маршрут ретротрамвая «Первый туристический». Также пути используются для изменения маршрутов при перекрытии соседних улиц.